# Mapeng (köpinghuvudort i Kina, Jiangsu Sheng, lat 32,89, long 119,42)
Mapeng (kinesiska: 马棚, 马棚镇) är en köpinghuvudort i Kina. Den ligger i provinsen Jiangsu, i den östra delen av landet, omkring 110 kilometer nordost om provinshuvudstaden Nanjing. Antalet invånare är 14 855. Befolkningen består av 7 775 kvinnor och 7 080 män. Barn under 15 år utgör 11,0 %, vuxna 15-64 år 72 %, och äldre över 65 år 15,0 %.
Runt Mapeng är det tätbefolkat, med 511 invånare per kvadratkilometer. Närmaste större samhälle är Gaoyou, 11,9 km söder om Mapeng. Trakten runt Mapeng består till största delen av jordbruksmark.
Genomsnittlig årsnederbörd är 1 294 millimeter. Den regnigaste månaden är juli, med i genomsnitt 289 mm nederbörd, och den torraste är december, med 30 mm nederbörd.